# Ilfochrome

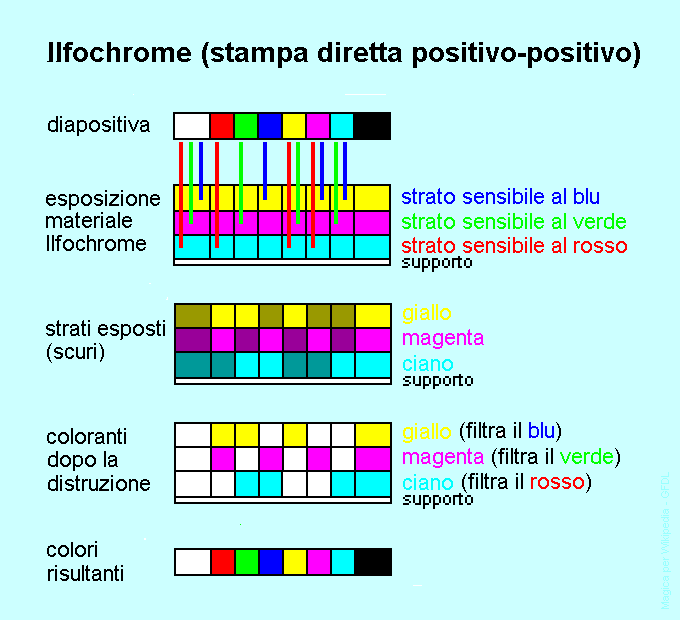
Imagen que resume el proceso de impresión directa positivo-positivo (Ilfochrome)

Ilfocrome (también conocido como cibachrome ) es un proceso fotográfico de destrucción de colorante de positivo a positivo utilizado para la reproducción de transparencias de películas en papel fotográfico. A diferencia de la base de papel tradicional, las impresiones se hacen sobre una base de poliéster dimensionalmente estable. Cómo utiliza 13 capas de colorantes azoicos selladas en una base de poliéster, la impresión no se desvanece, se decolora ni se deteriora durante un tiempo prolongado. Las pruebas de envejecimiento acelerado realizadas por Henry Wilhelm valoraron el proceso cómo la producción de impresiones que, enmarcadas bajo vidrio, durarían 29 años antes de que se pudieran detectar los cambios de color. Las características de las impresiones Ilfochrome son la claridad de la imagen, la pureza del color y ser un proceso de archivo capaz de producir una precisión crítica a la transparencia original.

## Historia
El proceso de blanqueo de colorantes en que se basaba originalmente el proceso de Cibachrome fue creado por los hermanos Gaspar y era llamado Gasparcolor. Se consideró vital para el esfuerzo bélico de los años cuarenta. Gaspar rechazó muchas ofertas para vender los derechos de su proceso y después de morir, Paul Dreyfus, que era el químico y técnico de Gaspar, fue a trabajar para CIBA Ago. Cuando se acabaron las patentes, desarrolló el proceso para Cibachrome. (Frozen Momentos - Richard C. Miller) En la década de 1960, el proceso Cibachrome fue diseñado originalmente por la Ciba Geigy Corporation de Suiza. Ciba adquirió Ilford en 1969,  y la vendió a International Papel el 1989;  en 1992  el producto fue rebautizado como "Ilfochrome". Coloquialmente, el proceso todavía se conoce cómo "Cibachrome".
Antes de 2004, Ilford Ltd tenía dos lugares de fabricación principales: Mobberley en Reino Unido, donde se hacía la mayoría de productos tradicionales, y Fribourg (Friburgo) a Suiza, donde se fabricaban los papeles Ilfochrome y Ilfocolor, así como los papeles de inyección de tinta. La parte del Reino Unido estuvo sujeta a una compra de gestión y la operación suiza (Ilford Imaging Switzerland GmbH) se vendió al grupo de papel japonés Oji en 2005 y a Paradigm Global Partners LLP el 2010. La planta suiza conservó el nombre Ilford, mientras que la operación del Reino Unido se inauguró con el nombre de HARMAN, influenciado por el nombre del fundador del original Britannia Works. Ilford Photo HARMAN Technology Ltd todavía tiene la licencia para utilizar la marca y el logotipo Ilford en productos existentes anteriormente, mientras que los nuevos productos llevan el nombre de Harman.
En el año 2012, como respuesta a la disminución de la demanda del mercado atribuida a la popularidad creciente de la creación de imágenes digitales, Ilford anunció su producción final de Ilfochrome Classic.

## Características
Ilfochrome se distingue de los otros papeles de impresión fotográfica, tanto analógicos cómo digitales, por una serie de características combinadas que hacen que destaque por sobre los otros. La base del papel está hecho de poliéster (Melinex de DuPont) y tiene una estabilidad dimensional excepcional: es muy plana y resistente. El papel es químicamente inerte y presenta un blanco neutro brillante, fundamental para una buena reproducción del color. La capa superficial de Ilfochrome es excepcionalmente lisa, dando a las impresiones un acabado brillante. Las impresiones, incluso, pueden presentar un aspecto casi metálico debido al reflejo de la luz direccional en el material. 
La característica más importante de Ilfochrome son sus colorantes Azo. Incrustados al papel, estos colorantes cian, magenta y amarillo son extremadamente puros y estables. Los tintes dan imágenes con una saturación y una tonalidad excelentes. Las impresiones son muy nítidas, con una alta resolución de imagen, resultado de las características anti-dispersión de la luz de los propios tintes. Y, con una iluminación adecuada, las impresiones dan una sensación de luminosidad desde dentro, invocando una fuerte sensación de dimensionalidad única para todos los grabados fotográficos.

#### El papel
El papel utilizado para hacer copias a ILFOCHROME se puede conseguir después Alto Brillantez o Perla. También se puede adquirir material de base transparente para exhibir fotos sobre vidrio, expositores, etc. El tipo más recomendable es el ILFOCHROME CLASSIC de Lujo (CLM 1.K Contrasto Medio). Es de base blanca de poliéster, con una extremada brillantez que aporta un acabado profesional de lujo. Ilford vende todos estos materiales en sobres de varias medidas y cantidades.

#### Los filtros
Los filtros son hojas de acetato coloreadas. Se venden con una medida estándar, con el fin de recortarlos para que se puedan adaptar al cajetín de cada ampliadora. El Libro de Filtros comprende filtros de color Amarillo (Y), Magenta (M) y Cian (C), con gradaciones de 05, 10, 20, 30, 40 y 50, además de un filtro Ultravioleta (UV). Todos ellos están rotulados en un extremo para identificarlos.

## Ventajas
La composición de la emulsión utilizada a las impresiones Ilfochrome es responsable de la pureza del color, la claridad de la imagen y la permanencia del archivo. Los colorantes azoicos, que proporcionan colores vivos estables, se incorporan a la emulsión Ilfochrome y se blanquean durante el procesamiento. Como los colorantes se encuentran a la emulsión más que a la química, la imagen también es mucho más nítida y clara porque los tintes crean una capa anti-dispersión de la luz que evita que la imagen se difunda cuando se ve. Además, los colorantes azoicos son mucho más estables que los colorantes cromogénicos, y por lo tanto, las impresiones hechas por este proceso son de calidad de archivo y las galerías y los coleccionistas de arte informan que no se desvanecen a la luz normal.

## Uso directo en cámara
Ilfochrome también era utilizado para la captura de imágenes directamente dentro de una cámara de gran formato o de ultra gran formato. Esto creó una fotografía positiva original única, en la cual el sujeto se invierte izquierda-derecha, salvo que se utilice un espejo o un prisma ante la lente de la cámara. Se necesitaba una exposición mucho más larga que con las películas o placas diseñadas para utilizarlas en una cámara. Así pues, el procedimiento se asemejaba al lento daguerreotipo y ambrotype, procesos de positivos en blanco y negro utilizados en la década de 1850.